# Запис липа (Доњи Рачник)
Запис липа (Доњи Рачник) се налази на парцели чији је власник Град Јагодина.

## Локација
| Општина             | Јагодина                                                                    |
| Катастарска општина | Доњи Рачник                                                                 |
| Потес               | Горња мала                                                                  |
| Координате          | 44° 02′ 53″ С; 21° 10′ 24″ И / 44.048000000000002° С; 21.173400000000001° И |
| Надморска висина    | 170m                                                                        |

## Карактеристике
Дендрометријске вредности утврђене на терену и сателитским снимцима:
| Стабло                     | Липа |
| Висина стабла              | m    |
| Обим дебла                 | m    |
| Пречник крошње             | 5m   |
| Пречник дебла              | m    |
| Висина дебла до прве гране | m    |

## База записа
Запис је у оквиру Викимедија пројекта "Запис - Свето дрво" заведен под редним бројем 0255.